# Марс Одисий
Марс Одисий (на английски: Mars Odyssey, наричан и 2001 Mars Odyssey; букв. превод: Марсианска одисея) е космически апарат, който обикаля около планетата Марс. Основната цел на апарата е да използва спектрометър, за да открие доказателства, че на Марс е имало или още има вода и вулканична активност. Учените се надяват, че информацията събрана от сондата ще помогне за доказването, на това дали някога е съществувал живот на Марс.
Освен това апратът играе роялата на предавател за комуникацията между Марс Експлорейшън Ровър, Марс Сайънс Лаборътори и Финикс със Земята. Мисията е кръстена на научнофантастичния филм 2001: Космическа одисея и има отношение към разликите във филма и истинския живот през 2001 година.
Апаратът е изстрелян на 7 април, 2001 г. с ракета-носител Делта II от космодрум Кейп Канаверал, Флорида и достига Марс на 24 октомври 2001 година. Главният двигател на Марс Одисий е пуснат в действие за да намали скоростта му и да може да бъде прихванат в орбита около планетата. Като използва атмосферата на Марс за забавяне, апаратът успява да спести повече от 200 kg от ракетното си гориво. Намаляването на скоростта е завършено на 19 февруари 2002 г. и започва мисията по картографирането на повърхността на Марс.
На 15 декември 2010 г. космическият апарат счупва рекорда за най-дълъг операционен живот на сонда до Марс със своите 3340 дни операционен живот като взима титлата от Марс Глобъл Сървейър.

## Научни инструменти
Трите основни инструмента на Марс Одисий са:
- THEMIS[3]
- Спектрометър за гама-лъчи, който включва и високоенергийния детектор на неутрони, разработен от Русия.[4]
- MARIE – марсиански радиационен експеримент.

На 28 май 2002 г., НАСА обявява, че спектрометърът е засякъл големи количества от водород, белег по който може да се съди за наличие на лед лежащ на 1 m под повърхността.

## Мисия
Марс Одисий има задача да поддържа комуникацията между Земята и марсоходите на Марс. Апаратът извършва тази роля повече от десетилетие и ще продължава да я извършва за последния марсоход на НАСА „Кюриосити“. Около 85% от информацията и снимките направени от двата марсохода „Спирит“ и „Опъртюнити“ са достигнали до Земята благодарение на този апарат. Също така апаратът е проучил подходящите места, където да кацнат марсоходите, а по-късно и за мисията на космическия апарат „Финикс“, който каца на Марс през 2008 г. Одисий помага на апаратът „Марс Риконисънс Орбитър“ да достигне червената планета през март 2006 г., като наблюдава атмосферните състояния докато новия орбитър намали скоростта си и влезе в желаната орбита около Марс.
На 30 септември 2008 г. апаратът променя своята орбита, за да успее да придобие по-добра чувствителност на камерата си за инфрачервено картографиране на руди на Марс. Новата орбита прекратявва използвеането на спектрометъра за гама лъчения, тъй като има опасност от прегряване на инструмента.
НАСА е одобрила четири двегодишни удължения на мисията на Марс Одисий до август 2012 г., за да позволи да се видят годишните разликите при наблюденията над ледените шапки, облаците, прашните бури и да се картографират рудните находища по марсианската повърхност. Обсъжда се пето удължение на мисията до юли 2014 г. поради кацането на марсохода Кюриосити през август 2012 г. Орбиталният апарат има гориво поне до 2015 г. През 2010 говорител на Лабораторията за реактивно движение на НАСА констатира, че апаратът има ресурси за операционен живот поне до 2016 г. „ако не и за след това“.
Инструментът на изследване на радиацията на Марс спира да функционира след Слънчево изригване бомбардирало с частици апратът на 28 октомври 2003 г. Инженерите смятат, че най-вероятно вследствие на преминаването на слънчевите частици някой микрочип в устройството е бил повреден.

### Вода на Марс
На 31 юли 2008 г. НАСА обявява, че спускаемият апарат Финикс е открил следи от вода на Марс, както е предположено през 2002 г. по данни от Марс Одисий. Научния екип се опитва да определи дали водата под формата на лед някога се затопля достатъчно, за да има предпоставки за микроскопичен живот на планетата и дали въглерод-съдържащи и други съставки за присъствие на живот са налични.

### Марс Одисий и Кюриосити
Одисий сега предава радио сигнали от марсохода Кюриосити, който е част от мисията Марс Сайънс Лаборътори. Няколко дни преди кацането на марсохода, Марс Одисй нагажда орбитата си така, че да приеме сигнали от марсохода още от първите няколко минути след кацане на марсианската повърхност.

## Именуване
Първоначално апратът е именован Марс Сървейър 2001 Орбитър и се е планирало да има за придружаващ го апарат Марс Сървейър 2001 Лендър. Мисията на спусакемия апарат е отменена през май 2000 г. заради провалите се Марс клаймит орбитър и Марс полар лендър в края на 1999 г.
Впоследствие е избрано името 2001 Марс Одисий като почит към вижданията за космическите изследвания в книгите на фантаста Артър Кларк и най-вече романът „2001: Космическа одисея“.
Проектът е разработен от НАСА с помощта на Локхийд Мартин. Очаква се цената на цялата мисия да е около 297 млн. американски долара.